# Maria Dragus

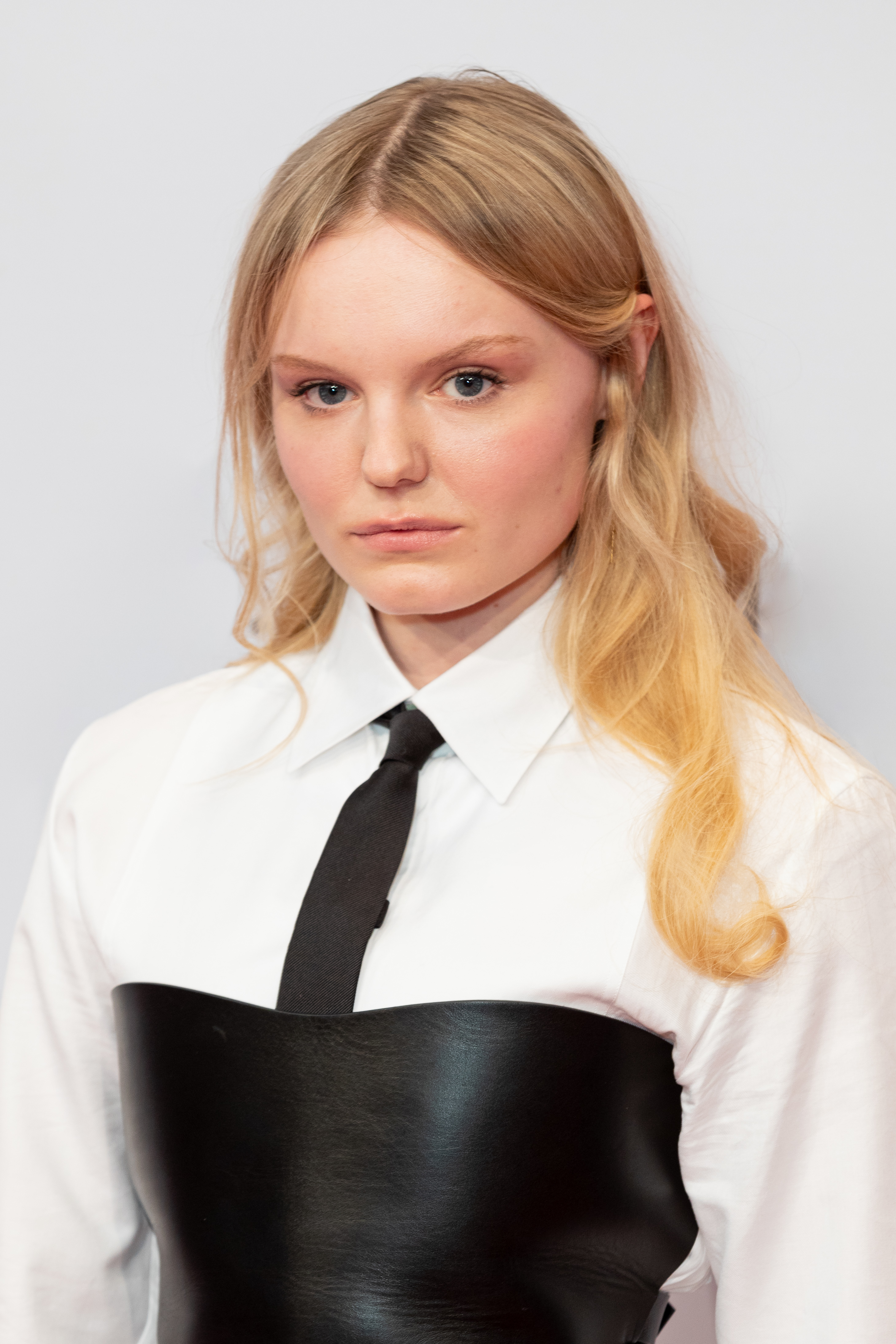
Maria Dragus auf der Berlinale 2019

Maria-Victoria Dragus (* 1994 in Dresden) ist eine deutsche Schauspielerin und Tänzerin.

## Biografie
Maria Dragus wurde in eine Künstlerfamilie hineingeboren. Ihr aus Rumänien stammender Vater Silviu Dragus war Cellist, mit dem sie auch gemeinsam auf der Bühne auftrat. Ihre Mutter Jana Dragus ist Tänzerin. Seit der fünften Klasse besuchte sie wie ihre Mutter die Palucca Schule Dresden, wo sie Tanz studierte. Als Berufswunsch gab Dragus, die sich für den neoklassischen Tanz begeistert, im Jahr 2009 Tänzerin an. Ursprünglich plante sie, nach dem Mittelabschluss in der 10. Klasse die Tanzprüfung zu absolvieren und an der Palucca Schule ihren Bachelor-Abschluss zu machen. 2014 wollte sie ihr Abitur per Fernstudium nachholen.
Parallel zu ihrer Tanzausbildung bewarb sich die schauspielerische Autodidaktin auf Anregung einer Freundin erfolgreich bei einer Berliner Kinder- und Jugendagentur. Seitdem trat Dragus als Schauspielerin in Film und Fernsehen in Erscheinung. In der deutschen Kinderserie Ein Engel für alle übernahm sie ab 2007 den Part des polnischen Immigrantenkindes Jola. Erneut als Einwandererkind wurde sie in Bernd Böhlichs Tragikomödie Du bist nicht allein mit Katharina Thalbach besetzt, ehe ein Auftritt in der Fernsehserie SOKO Leipzig (beide 2007) folgte. Ihre jüngeren Geschwister Josef (* 1997) und Paraschiva Dragus (* 2001) sind ebenfalls als Schauspieler tätig.

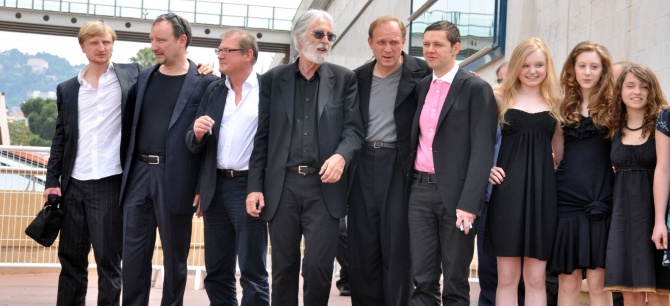
Maria Dragus (dritte von rechts) bei der Präsentation von Das weiße Band 2009 in Cannes

Ein Höhepunkt in Dragus’ Schauspielkarriere stellte sich mit der Nebenrolle der Pfarrerstochter Klara in Michael Hanekes vielfach preisgekröntem Historiendrama Das weiße Band – Eine deutsche Kindergeschichte (2009) ein. Für die europäische Koproduktion, die von rätselhaften Zwischenfällen in einem norddeutschen Dorf kurz vor dem Ersten Weltkrieg berichtet, erhielt die 15-Jährige den Deutschen Filmpreis 2010 zugesprochen. „Michael Haneke hat mir gezeigt, was ich für den Rest meines Lebens machen möchte: Schauspielern“, so Dragus in ihrer Dankesrede und nahm den Preis stellvertretend für alle Kinderdarsteller des Films an, „die Großartiges geleistet“ hätten. 2009 wirkte sie außerdem als Balletttänzerin in der Fernsehserie Dance Academy des australischen Fernsehsenders ABC mit.
2010 folgten die Dreharbeiten zur Kinoproduktion Wer wenn nicht wir von Andres Veiel, in dem Dragus die Schwester der RAF-Terroristin Gudrun Ensslin (dargestellt von Lena Lauzemis) spielte. Im selben Jahr stand sie in Töte mich vor der Kamera. In Emily Atefs Roadmovie übernahm Dragus die weibliche Hauptrolle eines ungeliebten Mädchens vom Land, das sich einem flüchtigen Häftling (Roeland Wiesnekker) anschließt.
In Cristian Mungius Drama Bacalaureat, das im Wettbewerb des Festivals von Cannes 2016 einen Regiepreis gewann, spielte Dragus ihre Hauptrolle auf Rumänisch. 2017 folgten Hauptrollen in der Kinoproduktion Tiger Girl von Jakob Lass und dem Fernsehfilm Tod einer Kadettin von Raymond Ley. War Dragus im erstgenannten Film als passive Sicherheitsmitarbeiterin zu sehen, die sich durch die Begegnung mit einer kampfbewährten, extrem unberechenbaren Amazone (dargestellt von Ella Rumpf) zur selbsternannten Rächerin an der Gesellschaft aufschwingt, basiert Tod einer Kadettin auf dem Schicksal von Jenny Böken, einer Sanitätsoffizier-Anwärterin der Deutschen Marine, die während des Dienstes auf einem Segelschulschiff über Bord ging und daraufhin tot in der Nordsee aufgefunden wurde.
Im Jahr 2021 spielte sie in der Serie Wild Republic die völkisch geprägte Linda, die nach einer Beteiligung an einem rassistischen Überfall durch eine erlebnispädagogische Maßnahme in den Bergen mit anderen jugendlichen Straftätern resozialisiert werden soll.
Neben ihrer Tanzausbildung erhielt sie Unterricht im klassischen Gesang und spielt Violoncello und Klavier. Ebenso trat sie in Aufführungen des Mittelsächsischen Theaters (Der Rattenfänger von Hameln, 2002; La Bohème, 2004; Hänsel & Gretel, 2005) auf.
Maria-Victoria Dragus lebte bis 2012 in Dresden, seitdem in Berlin.

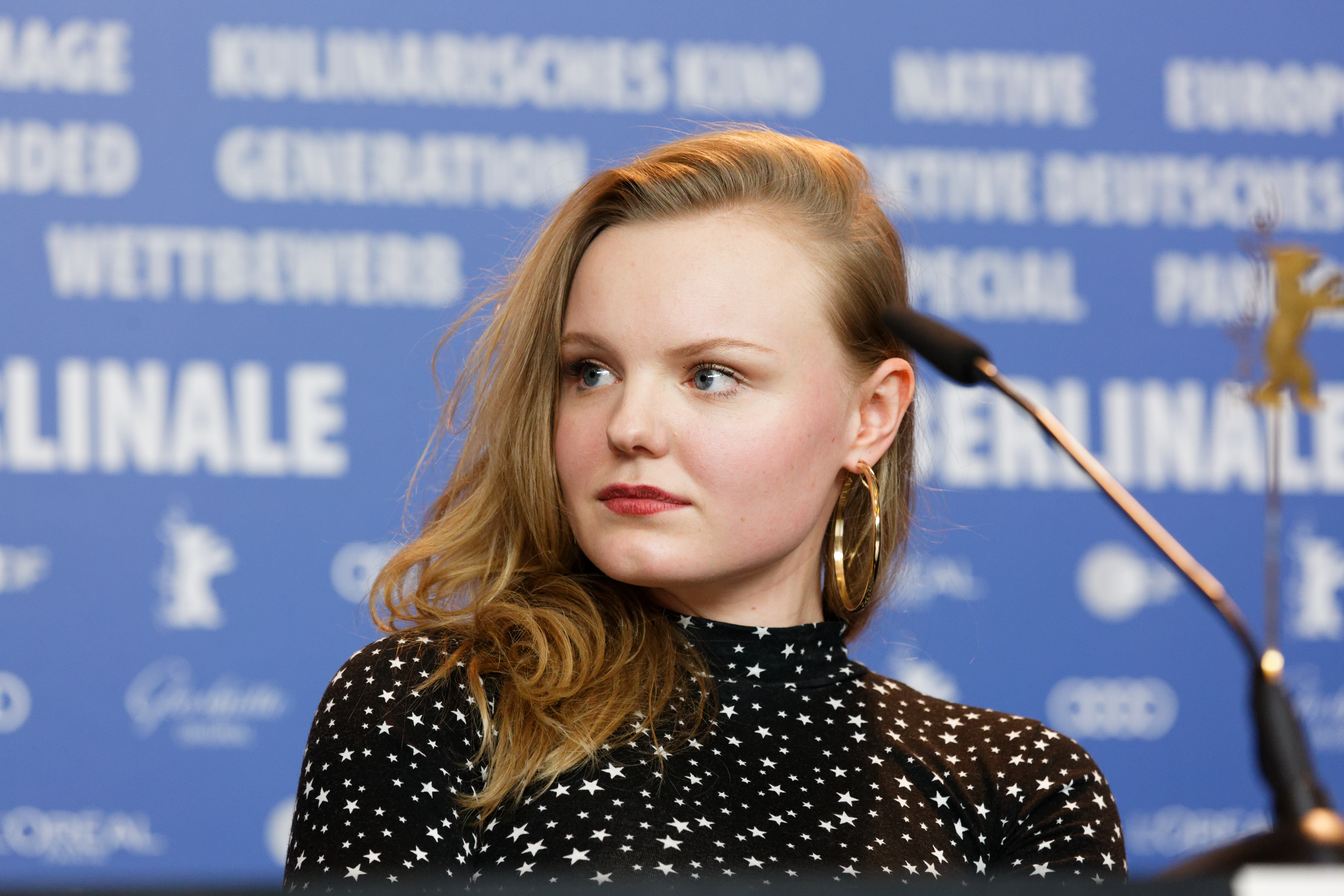
Maria Dragus bei der Vorstellung von Tiger Girl auf der Berlinale 2017

## Filmografie
- 2007: Ein Engel für alle (Fernsehserie, Folge Die Entführung)
- 2007: Du bist nicht allein
- 2007: Die Frau vom Checkpoint Charlie (Fernsehfilm)
- 2008: SOKO Leipzig: Emanuela (Fernsehserie, zwei Episoden)
- 2009: Das weiße Band – Eine deutsche Kindergeschichte
- 2010: Dance Academy – Tanz deinen Traum! (Fernsehserie)
- 2011: Familie Dr. Kleist (Fernsehserie, Folge In letzter Minute)
- 2011: Wer wenn nicht wir
- 2012: Töte mich
- 2012: Der Fall Jakob von Metzler (Fernsehfilm)
- 2012: Draussen ist Sommer
- 2013: Scherbenpark
- 2013: Letzte Spur Berlin (Fernsehserie, Folge Ungeliebt)
- 2013: Couchmovie
- 2013: Deine Nähe tut mir weh (Musikvideo)
- 2014: 16 über Nacht! (Fernsehfilm)
- 2015: Tannbach – Schicksal eines Dorfes
- 2016: Die Pfeiler der Macht
- 2016: 24 Wochen
- 2016: Bacalaureat
- 2017: Tiger Girl
- 2017: Tod einer Kadettin (Fernsehfilm)
- 2017: Licht
- 2018: Maria Stuart, Königin von Schottland (Mary Queen of Scots)
- 2018: Verlorene
- 2019: Deine Farbe
- 2019: Brecht
- 2019: Deutschstunde, Literaturverfilmung
- 2019: Tatort – Die Pfalz von oben (Fernsehreihe)
- 2019: Lara
- 2020: Six Minutes to Midnight
- 2021: Wild Republic (Serie MagentaTV, 8 Folgen)
- 2021: ichbinsophiescholl (Instagram-Projekt von SWR und BR)
- 2022: Serviam – Ich will dienen
- 2023: Franklin (Miniserie)
- 2025: Alarm für Cobra 11 – Die Autobahnpolizei: Hoffnung (Fernsehserie)
- 2025: Tatort: Im Wahn

## Auszeichnungen
- 2010: Deutscher Filmpreis in der Kategorie Beste darstellerische Leistung – weibliche Nebenrolle für Das weiße Band
- 2012: Beste Darstellerin beim Transilvania International Film Festival für ihre Rolle in Töte mich
- 2013: Nachwuchsdarstellerpreis beim Filmkunstfest Mecklenburg-Vorpommern für ihre Rolle in Draussen ist Sommer
- 2013: Beste Darstellerin beim Cinerama BC Film Festival (Brasilien) für ihre Rolle in Draussen ist Sommer
- 2014: Shooting Star des europäischen Films